# Pallavolo Piacenza 2015-2016
Questa voce raccoglie le informazioni riguardanti la Pallavolo Piacenza nelle competizioni ufficiali della stagione 2015-2016.

## Stagione
La stagione 2015-16 è per la Pallavolo Piacenza, sponsorizzata dalla LPR, la quattordicesima consecutiva in Serie A1; rispetto alla stagione precedente viene scelto un nuovo allenatore, Alberto Giuliani, così come la rosa è quasi completamente rinnovata con le sole conferme di Hristo Zlatanov, Samuele Papi, Emanuel Kohút, Thijs ter Horst, Miguel Tavares e Luca Tencati: tra i nuovi acquisti quelli di Manuel Coscione, John Perrin, Dražen Luburić, Loris Manià, Stefano Patriarca e Davidson Lampariello, quest'ultimo arrivato a stagione in corso, mentre tra le cessioni quelle di Aimone Alletti, Marco Meoni, Aleksej Ostapenko, Jacopo Massari, Davide Marra, Raydel Poey e Mário Pedreira.
Il campionato si apre con la vittoria per 3-0 sulla Powervolley Milano: in seguito il club di Piacenza non riuscirà più a vincere alcuna gara, conquistando un solo punto all'ottava giornata nella sconfitta per 3-2 contro il Volley Milano, chiudendo il girone di andata al penultimo posto in classifica, non qualificandosi per la Coppa Italia. Anche il girone di ritorno è simile a quello di andata con il successo nella prima gara e poi tutte sconfitte, con i soli punti conquistati nelle partite perse al tie-break contro il Gruppo Sportivo Porto Robur Costa e la Sir Safety Perugia: conclude quindi la regular season all'ultimo posto in classifica, accedendo ai play-off per il quinto posto. Dopo aver disputato il girone per definire la griglia dei quarti di finale, incontra la Pallavolo Padova che supera in due gare, qualificandosi per la Final Four di Verona: nelle semifinali ha la meglio sulla Pallavolo Molfetta, mentre in finale vince contro la Top Volley, qualificandosi per la Challenge Cup 2016-17.

## Organigramma societario
Area direttiva
- Presidente: Guido Molinaroli
- Presidente onorario: Roberto Pighi
- Consigliere: Stefano Arici

Area organizzativa
- Amministratore delegato: Roberto Pighi
- Team manager: Alessandra Fantoni
- Direttore sportivo: Gabriele Cottarelli
- Segreteria amministrativa: Enrica Cò
- Logistica: Giovanni D'Ancona, Paolo Brocchieri
- Addetto agli arbitri: Stefano Zucchi

Area tecnica
- Allenatore: Alberto Giuliani
- Allenatore in seconda: Marco Camperi
- Scout man: Roberto Di Maio
- Responsabile settore giovanile: Massimo Savi

Area comunicazione
- Ufficio stampa: Elisa Uccelli, Aldo Binaghi
- Relazioni esterne: Monica Uccelli
- Speaker: Nicola Gobbi

Area marketing
- Responsabile servizio hostess: Stefano Pisoni

Area sanitaria
- Medico: Bernardo Palladini
- Preparatore atletico: Leondino Giombini
- Fisioterapista: Alessandro Russo

## Rosa
| N° | Nome                 | Ruolo | Data di nascita   | Nazionalità sportiva |
| -- | -------------------- | ----- | ----------------- | -------------------- |
| 1  | Loris Manià          | L     | 27 gennaio 1979   | Italia               |
| 2  | Manuel Coscione      | P     | 29 gennaio 1980   | Italia               |
| 3  | Emanuel Kohút        | C     | 21 luglio 1982    | Slovacchia           |
| 4  | Thijs ter Horst      | O     | 18 settembre 1991 | Paesi Bassi          |
| 5  | John Perrin          | S     | 17 agosto 1989    | Canada               |
| 6  | Samuele Papi         | S     | 20 maggio 1973    | Italia               |
| 7  | Marko Sedlaček       | S     | 29 luglio 1996    | Croazia              |
| 8  | Stefano Patriarca    | C     | 23 luglio 1987    | Italia               |
| 9  | Davidson Lampariello | L     | 16 ottobre 1980   | Italia               |
| 11 | Hristo Zlatanov      | S     | 21 aprile 1976    | Italia               |
| 12 | Dražen Luburić       | O     | 2 novembre 1993   | Serbia               |
| 13 | Luca Tencati         | C     | 16 marzo 1979     | Italia               |
| 15 | Miguel Tavares       | P     | 2 marzo 1993      | Portogallo           |
| 18 | Francesco Cottarelli | P     | 16 ottobre 1996   | Italia               |

## Mercato
| Acquisti | Acquisti             | Acquisti           | Acquisti   |
| R.       | Nome                 | da                 | Modalità   |
| -------- | -------------------- | ------------------ | ---------- |
| P        | Manuel Coscione      | BluVolley Verona   | definitivo |
| P        | Francesco Cottarelli | Isola              | definitivo |
| L        | Davidson Lampariello | inattivo           | definitivo |
| O        | Dražen Luburić       | Vojvodina          | definitivo |
| L        | Loris Manià          | Top Volley Latina  | definitivo |
| C        | Stefano Patriarca    | Powervolley Milano | definitivo |
| S        | John Perrin          | Arkas              | definitivo |
| S        | Marko Sedlaček       | Rennes             | definitivo |

| Cessioni | Cessioni             | Cessioni              | Cessioni   |
| R.       | Nome                 | a                     | Modalità   |
| -------- | -------------------- | --------------------- | ---------- |
| C        | Aimone Alletti       | Powervolley Milano    | definitivo |
| L        | Davidson Lampariello | -                     | ritirato   |
| L        | Davide Marra         | Callipo               | definitivo |
| P        | Jacopo Massari       | Paris                 | definitivo |
| P        | Marco Meoni          | -                     | ritirato   |
| C        | Aleksej Ostapenko    | Lokomotiv Novosibirsk | definitivo |
| L        | Mário Pedreira       | Escola do Corpo       | definitivo |
| O        | Raydel Poey          | Stade Poitevin        | definitivo |

## Risultati

### Serie A1

#### Girone di andata
| 1ª giornata - 25 ottobre 2015 PalaBanca, Piacenza                | Piacenza           | 3 - 0 | Powervolley Milano | 25-17, 25-21, 25-16              |
| 2ª giornata - 1º novembre 2015 PalaCivitanova, Civitanova Marche | Lube               | 3 - 1 | Piacenza           | 25-18, 21-25, 25-17, 25-20       |
| 3ª giornata - 8 novembre 2015 PalaBanca, Piacenza                | Piacenza           | 1 - 3 | Padova             | 25-17, 23-25, 15-25, 23-25       |
| 4ª giornata - 12 novembre 2015 PalaTrento, Trento                | Trentino           | 3 - 0 | Piacenza           | 25-21, 25-18, 25-14              |
| 5ª giornata - 15 novembre 2015 PalaOlimpia, Verona               | BluVolley Verona   | 3 - 1 | Piacenza           | 25-23, 25-15, 20-25, 25-23       |
| 6ª giornata - 22 novembre 2015 PalaBanca, Piacenza               | Piacenza           | 1 - 3 | Porto Robur Costa  | 25-23, 22-25, 21-25, 22-25       |
| 7ª giornata - 25 novembre 2015 PalaPanini, Modena                | Modena             | 3 - 1 | Piacenza           | 20-25, 25-20, 25-16, 25-17       |
| 8ª giornata - 1º dicembre 2015 PalaBanca, Piacenza               | Piacenza           | 2 - 3 | Milano             | 30-28, 25-22, 23-25, 19-25, 8-15 |
| 9ª giornata - 6 dicembre 2015 PalaBianchini, Latina              | Top Volley Latina  | 3 - 0 | Piacenza           | 25-23, 25-20, 25-16              |
| 10ª giornata - 8 dicembre 2015 PalaEvangelisti, Perugia          | Sir Safety Perugia | 3 - 0 | Piacenza           | 25-18, 25-15, 25-21              |
| 11ª giornata - 13 dicembre 2015 PalaBanca, Piacenza              | Piacenza           | 0 - 3 | Molfetta           | 22-25, 20-25, 12-25              |

#### Girone di ritorno
| 12ª giornata - 20 dicembre 2016 PalaBorsani, Castellanza      | Powervolley Milano | 2 - 3 | Piacenza           | 25-22, 27-25, 23-25, 18-25, 12-15 |
| 13ª giornata - 17 gennaio 2016 PalaBanca, Piacenza            | Piacenza           | 1 - 3 | Lube               | 25-22, 23-25, 22-25, 17-25        |
| 14ª giornata - 25 gennaio 2016 PalaSanLazzaro, Padova         | Padova             | 3 - 0 | Piacenza           | 25-18, 25-19, 25-18               |
| 15ª giornata - 31 gennaio 2016 PalaBanca, Piacenza            | Piacenza           | 0 - 3 | Trentino           | 14-25, 17-25, 15-25               |
| 16ª giornata - 3 febbraio 2016 PalaBanca, Piacenza            | Piacenza           | 1 - 3 | BluVolley Verona   | 25-23, 22-25, 19-25, 19-25        |
| 17ª giornata - 10 febbraio 2016 PalaGalassi, Forlì            | Porto Robur Costa  | 3 - 2 | Piacenza           | 17-25, 25-22, 17-25, 25-19, 15-12 |
| 18ª giornata - 14 febbraio 2016 PalaBanca, Piacenza           | Piacenza           | 0 - 3 | Modena             | 20-25, 20-25, 19-25               |
| 19ª giornata - 21 febbraio 2016 Palazzetto dello Sport, Monza | Milano             | 3 - 1 | Piacenza           | 15-25, 25-21, 25-20, 28-26        |
| 20ª giornata - 25 febbraio 2016 PalaBanca, Piacenza           | Piacenza           | 0 - 3 | Top Volley Latina  | 15-25, 22-25, 20-25               |
| 21ª giornata - 28 febbraio 2016 PalaBanca, Piacenza           | Piacenza           | 2 - 3 | Sir Safety Perugia | 26-24, 19-25, 25-18, 22-25, 11-15 |
| 22ª giornata - 6 marzo 2016 PalaPoli, Molfetta                | Molfetta           | 3 - 0 | Piacenza           | 25-21, 25-16, 25-22               |

#### Play-off 5º posto
| 1ª giornata - 12 marzo 2016 Palazzetto dello Sport, Monza         | Milano             | 3 - 1 | Piacenza          | 29-27, 25-20, 18-25, 25-20        |
| 2ª giornata - 20 marzo 2016 PalaBanca, Piacenza                   | Piacenza           | 3 - 0 | Porto Robur Costa | 28-26, 25-23, 25-18               |
| 3ª giornata - 26 marzo 2016 PalaBorsani, Castellanza              | Powervolley Milano | 2 - 3 | Piacenza          | 25-23, 20-25, 13-25, 25-22, 15-17 |
| Quarti di finale (gara 1) - 10 aprile 2016 PalaSanLazzaro, Padova | Padova             | 1 - 3 | Piacenza          | 27-25, 18-25, 19-25, 23-25        |
| Quarti di finale (gara 2) - 13 aprile 2016 PalaBanca, Piacenza    | Piacenza           | 3 - 0 | Padova            | 25-15, 25-20, 25-21               |
| Semifinali - 24 aprile 2016 PalaOlimpia, Verona                   | Molfetta           | 1 - 3 | Piacenza          | 21-25, 25-20, 21-25, 15-25        |
| Finale - 25 aprile 2016 PalaOlimpia, Verona                       | Top Volley Latina  | 0 - 3 | Piacenza          | 17-25, 24-26, 19-25               |

## Statistiche

### Statistiche di squadra
| Competizione | Punti | In casa | In casa | In casa | In trasferta | In trasferta | In trasferta | Totale | Totale | Totale |
| Competizione | Punti | G       | V       | P       | G            | V            | P            | G      | V      | P      |
| ------------ | ----- | ------- | ------- | ------- | ------------ | ------------ | ------------ | ------ | ------ | ------ |
| Serie A1     | 8     | 13      | 3       | 10      | 14           | 3            | 11           | 29     | 8      | 21     |
| Totale       | -     | 13      | 3       | 10      | 14           | 3            | 11           | 29     | 8      | 21     |

G = partite giocate; V = partite vinte; P = partite perse

### Statistiche dei giocatori
| Giocatore      | Serie A1 | Serie A1 | Serie A1 | Serie A1 | Serie A1 | Totale | Totale | Totale | Totale | Totale |
| Giocatore      | P        | PT       | AV       | MV       | BV       | P      | PT     | AV     | MV     | BV     |
| -------------- | -------- | -------- | -------- | -------- | -------- | ------ | ------ | ------ | ------ | ------ |
| M. Coscione    | 27       | 43       | 9        | 16       | 18       | 27     | 43     | 9      | 16     | 18     |
| F. Cottarelli  | 8        | 2        | 8        | 0        | 2        | 8      | 2      | 8      | 0      | 2      |
| E. Kohút       | 27       | 201      | 136      | 47       | 18       | 27     | 201    | 136    | 47     | 18     |
| D. Lampariello | 17       | -        | -        | -        | -        | 17     | -      | -      | -      | -      |
| D. Luburić     | 27       | 270      | 231      | 22       | 17       | 27     | 270    | 231    | 22     | 17     |
| L. Manià       | 8        | -        | -        | -        | -        | 8      | -      | -      | -      | -      |
| S. Papi        | 25       | 53       | 42       | 7        | 4        | 25     | 53     | 42     | 7      | 4      |
| S. Patriarca   | 22       | 119      | 91       | 16       | 12       | 22     | 119    | 91     | 16     | 12     |
| J. Perrin      | 29       | 388      | 341      | 33       | 14       | 29     | 388    | 341    | 33     | 14     |
| M. Sedlaček    | 12       | 10       | 6        | 3        | 1        | 12     | 10     | 6      | 3      | 1      |
| M. Tavares     | 25       | 25       | 14       | 4        | 7        | 25     | 25     | 14     | 4      | 7      |
| L. Tencati     | 27       | 112      | 60       | 47       | 5        | 27     | 112    | 60     | 47     | 5      |
| T. ter Horst   | 28       | 258      | 214      | 30       | 14       | 28     | 258    | 214    | 30     | 14     |
| H. Zlatanov    | 26       | 197      | 167      | 17       | 13       | 26     | 197    | 167    | 17     | 13     |

P = presenze; PT = punti totali; AV = attacchi vincenti; MV = muri vincenti; BV = battute vincenti